# Nova Parceria para o Desenvolvimento da África
Nova Parceria para o Desenvolvimento da África (NEPAD na sigla em inglês) é um programa de desenvolvimento econômico feito pela União Africana. O programa foi iniciado na 37.ª sessão da Assembleia dos Chefes de Estado e de Governo em julho de 2001 em Lusaca, Zâmbia se chamando Nova Iniciativa Africana. O projeto passou a ter o seu nome atual, através de um documento oficial, em outubro do mesmo ano em Abuja, Nigéria. Sua criação visa aumentar a quantidade de investimentos no continente africano, para promover o seu desenvolvimento em todos os aspectos.